# Dickson Etuhu
Dickson Paul Etuhu (Kano, 8 juli 1982) is een Nigeriaans betaald voetballer die bij voorkeur als verdedigende middenvelder speelt. Hij debuteerde in september 2007 in het Kameroens voetbalelftal. Zijn zes jaar jongere broer Kelvin Etuhu debuteerde in het seizoen 2007/08 ook als betaald voetballer, in de Engelse competitie.

## Clubcarrière
Etuhu debuteerde in het seizoen 2000/01 in het betaald voetbal in het shirt van Manchester City. Na twaalf wedstrijden gespeeld te hebben, mocht hij het gaan proberen bij Preston North End, dat £300.000,- voor hem betaalde. Hij kwam er in 4,5 seizoen tot meer dan 130 optredens. Norwich City huurde hem in de tweede seizoenshelft van 2005/06 huurde en nam hem daarna definitief over. Ook op het op-één-na hoogste niveau werd hij een basiskracht. Hij trok zo de aandacht van Sunderland, dat hem in 2007/08 opnieuw in de Premier League liet spelen. Gedurende het seizoen 2007/08 eindigde Fulham daarin één plaats boven de degradatiestreep. Hopend op betere resultaten verving manager Roy Hodgson daarom in de zomerstop een aanzienlijk deel van de selectie en trok onder meer Etuhu als versterking aan.

## Clubstatistieken
| Seizoen | Club                  | Competitie     | Duels | Goals |
| ------- | --------------------- | -------------- | ----- | ----- |
| 2001/02 | Manchester City       | First Division | 12    | 0     |
| 2001/02 | Preston North End     | First Division | 16    | 3     |
| 2002/03 | Preston North End     | First Division | 39    | 6     |
| 2003/04 | Preston North End     | First Division | 31    | 4     |
| 2004/05 | Preston North End     | Championship   | 35    | 3     |
| 2005/06 | Preston North End     | Championship   | 13    | 2     |
| 2005/06 | → Norwich City (huur) | Championship   | 19    | 0     |
| 2006/07 | Norwich City          | Championship   | 43    | 6     |
| 2007/08 | Sunderland            | Premier League | 20    | 1     |
| 2008/09 | Fulham                | Premier League | 21    | 1     |
| 2009/10 | Fulham                | Premier League | 20    | 1     |
| 2010/11 | Fulham                | Premier League | 28    | 2     |
| 2011/12 | Fulham                | Premier League | 22    | 0     |
| 2012/13 | Blackburn Rovers      | Championship   | 20    | 1     |
| 2013/14 | Blackburn Rovers      | Championship   | 3     | 0     |
| 2015    | AIK Fotboll           | Allsvenskan    | 21    | 2     |
| 2016    | AIK Fotboll           | Allsvenskan    | 2     | 0     |

## Interlandcarrière
Toenmalig bondscoach Berti Vogts liet Etuhu in 2007 debuteren in het Nigeriaanse nationale elftal en nam hem een jaar later mee naar de African Cup of Nations 2008. Nigeria werd er door Ghana met 2-1 uitgeschakeld in de kwartfinale. In februari 2010 werd Lars Lagerbäck aangesteld om het Nigeriaans elftal te leiden op het WK 2010. Hij nam Etuhu als een van zijn 23 spelers mee en liet hem in alle drie de wedstrijden die Nigeria speelde in de basis beginnen.
| Interlands van Dickson Etuhu voor Nigeria | Interlands van Dickson Etuhu voor Nigeria | Interlands van Dickson Etuhu voor Nigeria | Interlands van Dickson Etuhu voor Nigeria | Interlands van Dickson Etuhu voor Nigeria | Interlands van Dickson Etuhu voor Nigeria |
| №                                         | Datum                                     | Wedstrijd                                 | Uitslag                                   | Competitie                                | Goals                                     |
| ----------------------------------------- | ----------------------------------------- | ----------------------------------------- | ----------------------------------------- | ----------------------------------------- | ----------------------------------------- |
| 1                                         | 14 okt 2007                               | Mexico – Nigeria                          | 2–2                                       | Vriendschappelijk                         |                                           |
| 2                                         | 17 nov 2007                               | Australië – Nigeria                       | 1–0                                       | Vriendschappelijk                         |                                           |
| 3                                         | 20 nov 2007                               | Swaziland – Nigeria                       | 0–1                                       | Vriendschappelijk                         |                                           |
| 4                                         | 29 jan 2008                               | Nigeria – Benin                           | 2–0                                       | Afrikaans kampioenschap                   |                                           |
| 5                                         | 03 feb 2008                               | Ghana – Nigeria                           | 2–1                                       | Afrikaans kampioenschap                   |                                           |
| 6                                         | 02 jun 2009                               | Frankrijk – Nigeria                       | 0–1                                       | Vriendschappelijk                         |                                           |
| 7                                         | 07 jun 2009                               | Nigeria – Kenia                           | 3–0                                       | WK-kwalificatie                           |                                           |
| 8                                         | 12 jan 2010                               | Egypte – Nigeria                          | 3–1                                       | Afrikaans kampioenschap                   |                                           |
| 9                                         | 16 jan 2010                               | Nigeria – Benin                           | 1–0                                       | Afrikaans kampioenschap                   |                                           |
| 10                                        | 20 jan 2010                               | Nigeria – Mozambique                      | 3–0                                       | Afrikaans kampioenschap                   |                                           |
| 11                                        | 25 jan 2010                               | Zambia – Nigeria                          | 0–0                                       | Afrikaans kampioenschap                   |                                           |
| 12                                        | 30 mei 2010                               | Colombia – Nigeria                        | 1–1                                       | Vriendschappelijk                         |                                           |
| 13                                        | 06 jun 2010                               | Noord-Korea – Nigeria                     | 1–3                                       | Vriendschappelijk                         |                                           |
| 14                                        | 12 jun 2010                               | Argentinië – Nigeria                      | 1–0                                       | WK-eindronde                              |                                           |
| 15                                        | 17 jun 2010                               | Griekenland – Nigeria                     | 2–1                                       | WK-eindronde                              |                                           |
| 16                                        | 22 jun 2010                               | Nigeria – Zuid-Korea                      | 2–2                                       | WK-eindronde                              |                                           |
| 17                                        | 12 nov 2011                               | Nigeria – Botswana                        | 0–0                                       | Vriendschappelijk                         |                                           |
| 18                                        | 29 feb 2012                               | Rwanda – Nigeria                          | 0–0                                       | Afrikaans kampioenschap                   |                                           |

## Matchfixing
In november 2019 werd Etuhu in Zweden schuldig bevonden aan een poging tot matchfixing. Etuhu zou samen met ex-voetballer Alban Jusufi geprobeerd hebben de toenmalige AIK Solna-keeper Kyriakos Stamatopoulos om te kopen. De doelman moest in de wedstrijd tussen IFK Göteborg en AIK Solna op 16 mei 2017 onder zijn niveau presteren. Stamatopoulos deed echter direct aangifte bij de Zweedse voetbalbond. Als gevolg daarvan werd de wedstrijd uitgesteld.
Etuhu werd veroordeeld tot een geldboete en een proeftijd. Zijn advocaten kondigden aan in hoger beroep te gaan. De Zweedse voetbalbond besloot hier niet op de wachten en in april 2020 werden Etuhu en Jusufi voor vijf jaar geschorst.